# Pątnów (gmina)
Pątnów (do 1953 gmina Kamionka) – gmina wiejska w województwie łódzkim, w powiecie wieluńskim. W latach 1975–1998 gmina położona była w województwie sieradzkim.
Siedziba gminy to Pątnów.
Według danych z 30 czerwca 2004 gminę zamieszkiwały 6502 osoby. Natomiast według danych z 31 grudnia 2017 roku gminę zamieszkiwało 6590 osób.
Według danych z 31 grudnia 2019 roku gminę zamieszkiwały 6504 osoby.

## O gminie
Gmina Pątnów położona jest w południowej części powiatu wieluńskiego. Jest typowo rolnicza gminą. Wśród upraw dominują zboża i ziemniaki, natomiast hodowla skoncentrowana jest głównie na produkcji trzody chlewnej i bydła mlecznego. Czyste środowisko sprzyja rozwojowi pszczelarstwa. Gmina Pątnów ma dobrze rozwinięty układ dróg kołowych. Przez obszar gminy przebiegają dwie drogi krajowe: Wieluń – Częstochowa i Wieluń – Opole oraz linia kolejowa: Wieluń – Herby. Na terenie gminy znajdują się duże złoża piasku, które obecnie są eksploatowane (Załęcze, Cisowa).
W wyborach do sejmu w 2005 i 2007 w gminie Pątnów padł rekord poparcia dla Samoobrony RP. Za tą partią opowiedziało się kolejno: 70,59% i 30,4% mieszkańców gminy. Prawie wszystkie te głosy zostały oddane na mieszkającego we wsi Cieśle posła Edwarda Kiedosa, byłego wójta gminy.

## Struktura powierzchni
Według danych z roku 2002 gmina Pątnów ma obszar 114,3 km², w tym:
- użytki rolne: 60%
- użytki leśne: 34%

Gmina stanowi 12,32% powierzchni powiatu.

## Demografia

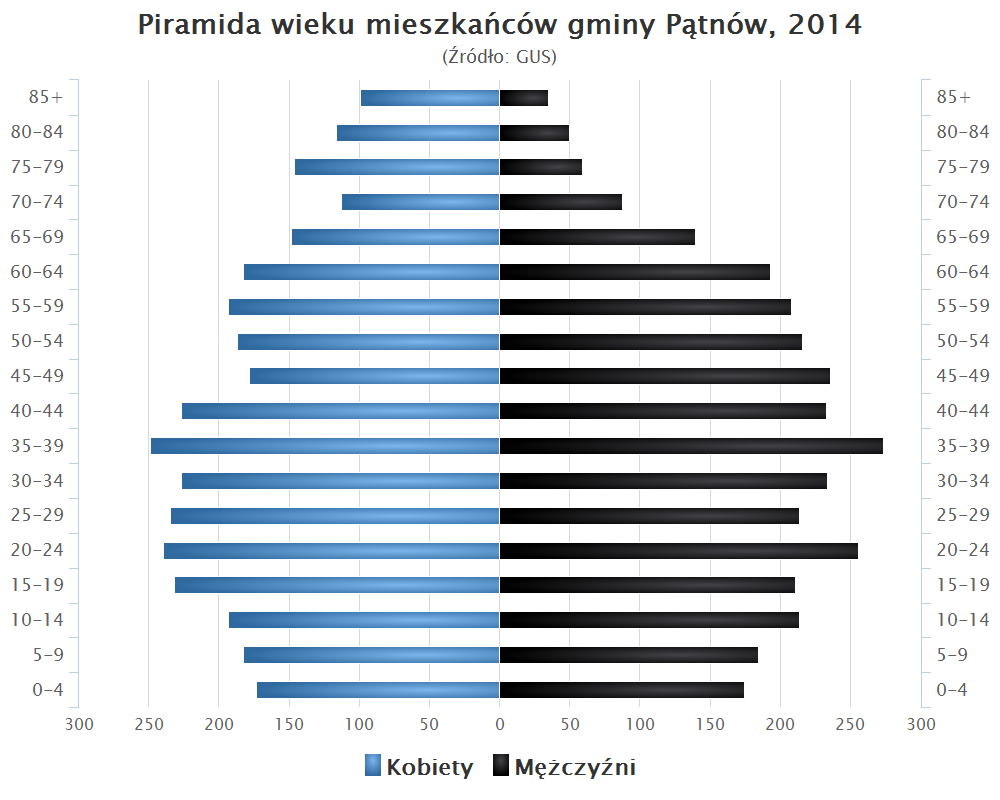
Piramida wieku mieszkańców gminy Pątnów w 2014 roku

Dane z 30 czerwca 2004:
| Opis                              | Ogółem | Ogółem | Kobiety | Kobiety | Mężczyźni | Mężczyźni |
| --------------------------------- | ------ | ------ | ------- | ------- | --------- | --------- |
| Jednostka                         | osób   | %      | osób    | %       | osób      | %         |
| Populacja                         | 6502   | 100    | 3298    | 50,7    | 3204      | 49,3      |
| Gęstość zaludnienia [mieszk./km²] | 56,9   | 56,9   | 28,9    | 28,9    | 28        | 28        |

## Sołectwa
Bieniec, Dzietrzniki, Grabowa, Grębień, Józefów, Kałuże, Kamionka, Kluski, Pątnów, Popowice, Załęcze Małe, Załęcze Wielkie.

## Pozostałe miejscowości
Budziaki, Bukowce, Cieśle, Gligi, Kubery, Madeły, Troniny.

## Sąsiednie gminy
Działoszyn, Lipie, Mokrsko, Praszka, Rudniki, Wieluń, Wierzchlas